# Don Q, Son of Zorro
Don Q, Son of Zorro (bra: O Filho do Zorro ou Don Q. - Filho do Zorro) é um filme estadunidense de 1925, do gênero aventura, dirigido por Donald Crisp com roteiro de Jack Cunningham e Lotta Woods inspirado em personagens do romance The Curse of Capistrano, de Johnston McCulley.
Trata-se da sequência do filme mudo The Mark of Zorro de 1920 e é vagamente baseado no romance Don Q.'s Love Story, de Hesketh Hesketh-Prichard. Fairbanks interpreta Cesar, o filho de Don Diego Vega, o Zorro, personagem criado por McCulley em folhetim da revista pulp All-Story Weekly (1919), que o próprio Fairbanks interpretou no filme de 1920.